# Arms (jeu vidéo)
Pour les articles homonymes, voir Arms.
Arms (stylisé en ᴀʀᴍs) est un jeu vidéo de combat développé par Nintendo EPD et édité par Nintendo, sorti le 16 juin 2017 sur Nintendo Switch. Le jeu se différencie des autres jeux de combats grâce à un système de combat qui utilise des bras extensibles qui permettent de frapper son adversaire.

## Système de jeu

### Généralités
Le jeu est comparé au jeu de boxe présent dans Wii Sports. On peut également noter une inspiration de l'opus Wii de Punch-Out!!.
Chaque joueur peut contrôler une variété de combattants possédant chacun leur propre paire de poings. Le joueur utilise chaque bras à l'aide des deux Joy-Con, qui lui permettent de pratiquer plusieurs mouvements tels que frapper, bloquer ou esquiver. Chaque personnage possède des capacités et poings uniques.
Le jeu propose des affrontements à un contre un ou à deux contre deux.

### Personnages
Seuls dix personnages sont disponibles au lancement du jeu, et cinq personnages supplémentaires sont ajoutés via des mises à jour gratuites par la suite.
Personnages disponibles initialement
- Spring Man
- Ribbon Girl
- Ninjara
- Master Mummy
- Min Min
- Mechanica
- Twintelle
- Byte & Barq
- Kid Cobra
- Helix

Personnages disponibles via mise à jour
- Max Brass
- Lola Pop
- Misango
- Springtron
- Dr. Coyle

### Modes de jeu
- Grand-Prix

Ce mode permet au joueur d'affronter les dix autres combattants du jeu dans un ordre aléatoire, sauf Max Brass qui sera toujours l'adversaire au dernier combat. Si la difficulté est égale ou supérieure à quatre, le joueur doit sortir vainqueur d'un onzième combat, contre Hed-Lok (un masque à quatre bras, qui permet à l'adversaire de contrôler six bras en même temps). Peut être joué en solo ou avec un joueur supplémentaire.
- Versus

Ce mode peut être joué en solo ou jusqu'à quatre joueurs simultanément. Il permet de jouer à divers modes de jeux du titre, tels que les Combats, les Combats en équipes, le Volley-Ball, le Basketball, les Cibles Mouvantes, Lutte pour Headlock et Survie. Il y a également un mode appelé Test Arms, qui permet de tester les différentes "armes" débloquées.
- Match non classé

Permet de jouer aux différents modes de la catégorie Versus, mais avec d'autres joueurs en ligne.
- Match classé

Il suffit d'enchaîner les matchs en ligne, afin de grimper dans le classement.
- Entraînement

Pour tester les différents personnages et se familiariser avec les mécaniques du jeu.
- Autres modes

D'autres modes sont également disponibles, tels que les aides du jeu, les statistiques, une boutique (afin d'acheter de nouvelles "armes"), une galerie d'images, et une collection de badges (genre de défis à compléter).

## Développement
Le jeu est dévoilé lors de la présentation officielle de la Nintendo Switch le 13 janvier 2017. La sortie du jeu est prévue pour le 16 juin 2017.

## Accueil

### Ventes
En avril 2018, Nintendo annonce 1,85 million de ventes.
Au 31 décembre 2019, Nintendo annonce qu'ARMS a été écoulé à 2,38 millions de ventes.

## Autres apparitions
Dans Super Smash Bros. Ultimate, des tenues et perruques aux effigies de Spring Man et Ribbon Girl apparaissent en tant que costumes pour les combattants Miis. Spring Man est aussi un trophée aide. 
De plus, le personnage de Min Min devient une combattante jouable. Ce personnage est disponible au mois de juin 2020, et fait partie du premier combattant en contenu additionnel du second Fighter Pass du jeu. 
Une tenue et une perruque de Ninjara sont également disponibles en tant que contenu additionnel pour les Miis.